# Vincent Biruta

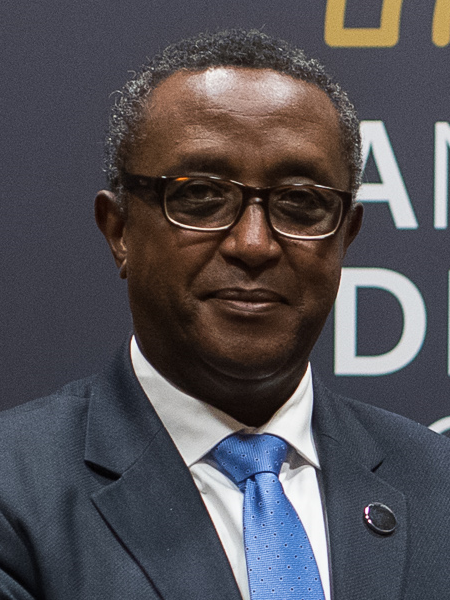
Vincent Biruta (2022)

Vincent Biruta (* 19. Juli 1958 in Ruanda) ist ein ruandischer Politiker. Er ist seit 12. Juni 2024 amtierender Innenminister der Republik Ruanda.

## Leben und Wirken
Biruta studierte Medizin in Brüssel und in Löwen. Er ist Mitglied der Sozialdemokratischen Partei Ruandas (Parti Social Démocrate, PSD), deren Vorsitzender er auch amtierend ist.
Seine politische Karriere begann Ende der 1990er Jahre: Von 1997 bis 1999 war er Gesundheitsminister, von 1999 bis 2000 bis Minister für Öffentliche Arbeiten, Verkehr und Kommunikation, von 2003 bis 2011 Präsident des Senats von Ruanda, dann folgten Ernennungen zum Minister für Erziehung von 2011 bis 2014, Minister für Natürliche Ressourcen von 2014 bis 2017 und von 2017 bis 2019 war er Umweltminister.
Präsident Paul Kagame ernannte ihn 2019 zum Außenminister der Republik Ruanda. Am 12. Juni 2024 wurde bei einer Kabinettsumbesetzung Olivier Nduhungirehe von Kagame zum neuen Außenminister ernannt, während Biruta ins Innenministerium wechselte.
Biruta spricht fließend Englisch und Französisch.